# César Láinez
César Láinez Sanjuán (Saragozza, 10 aprile 1977) è un allenatore di calcio ed ex calciatore spagnolo, di ruolo portiere.

## Biografia
Proviene dal piccolo comune di Bulbuente, nella provincia di Saragozza.
Dopo il ritiro ha lavorato per Aragón Radio e per Aragón Televisión.
Nel 2005, poco dopo aver dovuto interrompere la sua carriera da calciatore, è stato banditore in occasione dei grandi festeggiamenti in onore della Madonna del Pilar, che si tengono ogni anno a Saragozza e che sono molto sentiti.

## Caratteristiche tecniche
Considerato uno dei migliori portieri della storia del Real Saragozza, Laínez si distingueva per la sua abilità negli uno contro uno con gli avversari e per la sua agilità.

## Carriera

### Giocatore
Láinez nacque a Saragozza e a 12 anni entrò nelle giovanili del Real Saragozza.
Dal 1994 al 1998 giocò con il Real Saragozza B in Tercera División e in Segunda División B.
Fin dall'inizio della sua carriera fu tormentato dagli infortuni. Partecipò al Campionato del mondo Under-20 del 1997 ma per problemi fisici saltò due Europei giovanili e le Olimpiadi di Sydney in cui la Spagna vinse la medaglia d'argento.
Nel 1998 fu promosso in prima squadra come terzo portiere, dietro Juanmi García e Otto Kondrad. Trovando poco spazio, nel mercato invernale del 1999 fu ceduto in prestito al Villarreal fino al termine della stagione.
Il 7 febbraio 1999 esordì in Primera División in occasione di una partita contro il Celta Vigo in cui subì quattro reti. In totale nella stagione 1998-1999 fu la riserva di Andrés Palop e giocò tre partite subendo otto reti. Il Villarreal arrivò al terzultimo posto e retrocesse in Segunda División.
Una volta tornato al Real Saragozza fu il sostituto di Juan Miguel García e non giocò molto spesso. Infatti nelle stagioni 1999-2000 e 2000-2001 giocò cinque partite di campionato e una della vittoriosa Coppa del Re, alzata al cielo il 30 giugno 2001 a Siviglia dopo la finale contro il Celta Vigo.
Nella stagione 2001-2002 ottenne il posto da titolare e giocò 30 partite nel campionato che il Real Saragozza concluse all'ultimo posto. In quella stagione giocò anche tre partite in Coppa UEFA.
Nella stagione successiva giocò 37 partite ed ebbe un ruolo fondamentale nella promozione degli aragonesi. Nella stagione 2003-2004 giocò 31 partite da titolare in campionato e vinse la seconda Coppa del Re della sua carriera battendo in finale il Real Madrid. Vinse anche la Supercoppa spagnola contro il Valencia.
Nella stagione 2004-2005 i continui infortuni alle ginocchia gli impedirono di scendere in campo e lo costrinsero a terminare la sua carriera a 28 anni.

### Allenatore
Nel 2009 ha intrapreso la carriera di allenatore, entrando nello staff dell'Huesca come allenatore dei portieri.
Nel 2017 subentrò a Raül Agné alla 31a giornata sulla panchina del Real Saragozza, in Segunda División spagnola, aiutando il club a evitare la retrocessione, con un bottino di 3 vittorie, 6 pareggi e 3 sconfitte in 12 giornate. Chiuse il campionato al sedicesimo posto.

## Palmarès
- Coppa di Spagna: 2

Real Saragozza: 2000-2001, 2003-2004
- Supercoppa di Spagna: 1

Real Saragozza: 2004